# Episodi di Shane
La prima e unica stagione della serie televisiva Shane è andata in onda negli Stati Uniti dal 10 settembre 1966 al 31 dicembre 1966 sulla ABC.
| nº | Titolo originale         | Prima TV USA      | Titolo italiano               | Prima TV Italia |
| -- | ------------------------ | ----------------- | ----------------------------- | --------------- |
| 1  | The Distant Bell         | 10 settembre 1966 | Aspetteremo la campana        |                 |
| 2  | The Hant                 | 17 settembre 1966 |                               |                 |
| 3  | The Wild Geese           | 24 settembre 1966 | Le oche selvatiche            |                 |
| 4  | An Echo of Anger         | 1º ottobre 1966   | L'amaro sapore della vendetta |                 |
| 5  | The Bitter, The Lonely   | 8 ottobre 1966    | Il mandriano amareggiato      |                 |
| 6  | Killer in the Valley     | 15 ottobre 1966   | Una minaccia nella valle      |                 |
| 7  | Day of the Hawk          | 22 ottobre 1966   |                               |                 |
| 8  | The Other Image          | 29 ottobre 1966   |                               |                 |
| 9  | Poor Tom's A-Cold        | 5 novembre 1966   |                               |                 |
| 10 | High Road To Viator      | 12 novembre 1966  |                               |                 |
| 11 | The Day the Wolf Laughed | 19 novembre 1966  |                               |                 |
| 12 | The Silent Gift          | 26 novembre 1966  |                               |                 |
| 13 | A Long Night of Mourning | 3 dicembre 1966   | La lunga notte                |                 |
| 14 | The Big Fifty            | 10 dicembre 1966  |                               |                 |
| 15 | The Great Invasion (1)   | 17 dicembre 1966  |                               |                 |
| 16 | The Great Invasion (2)   | 24 dicembre 1966  |                               |                 |
| 17 | A Man'd Be Proud         | 31 dicembre 1966  |                               |                 |

## The Distant Bell
- Prima televisiva: 10 settembre 1966
- Diretto da: Robert Butler
- Scritto da: David Shaw

### Trama
- Guest star: Del Ford (Bobby), Owen Bush (Ben), Karl Lukas (Howell), Diane Ladd (Amy Sloate), Larry D. Mann (Harve)

## The Hant
- Prima televisiva: 17 settembre 1966
- Diretto da: Gerald Mayer
- Scritto da: Ernest Kinoy

### Trama
- Guest star: John Qualen (vecchio), Carl Reindel (Jed), Claude Hall (mandriano), Sam Melville (accompagnatore di Shane), Ned Romero (mandriano), David Garfield (giovanotto)

## The Wild Geese
- Prima televisiva: 24 settembre 1966
- Diretto da: Herschel Daugherty
- Scritto da: Richard P. McDonagh

### Trama
- Guest star: William Smithers (Del Packard), Owen Bush (Ben), Don Gordon (Johnny Wake), Allen Jaffe (Casey Driscoll), Bill Fletcher (Wynn Truscott)

## An Echo of Anger
- Prima televisiva: 1º ottobre 1966
- Diretto da: Gary Nelson
- Soggetto di: Peter Nasco

### Trama
- Guest star: Cliff Osmond (Joshua), Phil Chambers (Ned), Charles Kuenstle (Boon), Warren Oates (Kemp Spicer), Bert Freed (Ryker), Sam Gilman (Grafton), Richard Evans (J.D.)

## The Bitter, The Lonely
- Prima televisiva: 8 ottobre 1966
- Diretto da: Gerd Oswald
- Scritto da: John Tanner

### Trama
- Guest star: Ned Romero (Chips), Larry D. Mann (Hanes), Steve Ihnat (R.G. Posey), Owen Bush (Ben)

## Killer in the Valley
- Prima televisiva: 15 ottobre 1966
- Diretto da: Don McDougall
- Scritto da: Ellen M. Violett

### Trama
- Guest star: Robert F. Hoy (Billy Cain), George Keymas (Danko), Joseph Campanella (Barney Lucas), Paul Grant (Matthew Eberle), Bert Freed (Ryker), Sam Gilman (Grafton), Owen Bush (Ben)

## Day of the Hawk
- Prima televisiva: 22 ottobre 1966
- Diretto da: Jud Taylor
- Scritto da: Barbara Torgan, William Blinn

### Trama
- Guest star: Ned Romero (Chips), Gregory Walcott (Harmon), Catherine Ferrar (Elizabeth), Dee Pollock (Hoke), Bert Freed (Ryker), Sam Gilman (Grafton), Jason Wingreen (Jackson), James Whitmore (Harry Himber)

## The Other Image
- Prima televisiva: 29 ottobre 1966
- Diretto da: Jeffrey Hayden
- Scritto da: Ellen M. Violett

### Trama
- Guest star: Larry D. Mann (Harve), Sam Gilman (Grafton), Owen Bush (Ben), Ned Romero (Chips), Bert Freed (Ryker), Robert Brown (Warren Eliot)

## Poor Tom's A-Cold
- Prima televisiva: 5 novembre 1966
- Diretto da: Gerd Oswald
- Scritto da: Ernest Kinoy

### Trama
- Guest star: Sam Gilman (Grafton), Bert Freed (Ryker), Claire Wilcox (Louisa), Joey Wilcox (Lloyd), Robert Duvall (Tom Gary), Phyllis Love (Ada Gary)

## High Road To Viator
- Prima televisiva: 12 novembre 1966
- Diretto da: Marc Daniels
- Scritto da: William Blinn

### Trama
- Guest star: Arthur Peterson (Codger), George Sawaya (indiano), Madeleine Taylor Holmes (anziana), Hal John Norman (Leader), Bert Freed (Ryker), Sam Gilman (Grafton), Anne Morrell (giovane donna), X Brands (giovane coraggioso)

## The Day the Wolf Laughed
- Prima televisiva: 19 novembre 1966
- Diretto da: Gerald Mayer
- Scritto da: Denne Bart Petitclerc

### Trama
- Guest star: Donald Elson (Amos), Skip Homeier (Augie), J. D. Cannon (Reno), Phyllis Davis (Shirley), Daniel J. Travanti (Grant), Ned Romero (Chips), Sam Melville (Len), Larry D. Mann (Harve), Owen Bush (Ben)

## The Silent Gift
- Prima televisiva: 26 novembre 1966
- Diretto da: Alex March
- Scritto da: Ronald Cohen

### Trama
- Guest star: Jack Ging (Kyle), Claude Hall (Claude), J. Pat O'Malley (Jingles)

## A Long Night of Mourning
- Prima televisiva: 3 dicembre 1966
- Diretto da: Alex March
- Soggetto di: David Shaw

### Trama
- Guest star: Joanne Linville (Lydia Montgomery), Bill Fletcher (Lee Maddox), Owen Bush (Ben)

## The Big Fifty
- Prima televisiva: 10 dicembre 1966
- Diretto da: John Brahm
- Soggetto di: Philip Reisman Jr.

### Trama
- Guest star: Elizabeth Harrower (Myra), Karl Lukas (Howell), John Damler (Jeff), Bill Fletcher (Lee Maddox), Henry Wills (Farnham), Ned Romero (Chips), Wayne Rogers (Jim), Larry D. Mann (Harve), Owen Bush (Ben)

## The Great Invasion (1)
- Prima televisiva: 17 dicembre 1966
- Diretto da: David Greene
- Scritto da: Ernest Kinoy

### Trama
- Guest star: Charles Grodin (Jed), Tim O'Kelly (Eddy), Frank Marth (Ball), Ross Hagen (Floyd), Hal Lynch (Gunderson), Bradford Dillman (maggiore Hackett)

## The Great Invasion (2)
- Prima televisiva: 24 dicembre 1966
- Diretto da: David Greene
- Scritto da: Ernest Kinoy

### Trama
- Guest star:

## A Man'd Be Proud
- Prima televisiva: 31 dicembre 1966
- Diretto da: Alex March
- Scritto da: William Blinn, Denne Bart Petitclerc

### Trama
- Guest star: Owen Bush (Ben), Larry D. Mann (Harve)